# Pijpekast
Pijpekast of Pijpenkast, ook wel de Pijpekast, is een buurtschap in de Nederlandse gemeente West Betuwe (provincie Gelderland), iets ten oosten van Geldermalsen. De buurtschap ligt op de linkeroever van de Linge, die de grens vormt met Buren. Pijpekast ligt op het grenspunt van die gemeente met West Betuwe en Tiel.
2½ kilometer oostelijker (stroomopwaarts) liggen Wadenoijen (gemeente Tiel) en Kapel-Avezaath (Buren). Vlak voor Pijpekast maakt de Linge een smalle lus naar het zuiden, om dan noordwaarts langs de buurt te stromen, door de gelijknamige stuw Pijpekast. Een rivierpand bovenstrooms van de stuw heeft dezelfde naam en verder is er een hoofdwetering Pijpekast. Een halve kilometer na de stuw herneemt de Linge haar westelijke loop, richting Geldermalsen.
De bebouwing ligt aan een zijtak van de Tielerweg. Die gaat over in de Lingedijk, die op 300 meter van Pijpekast een knip heeft vanwege de Betuweroute en de A15. Langs de Betuweroute loopt een fietspad richting Kapel-Avezaath.
Het grondgebruik is overwegend agrarisch. Anno 2017 was er grasland rondom de buurtschap en tuinbouw naar het noorden en westen. Verderop en aan de overkant van de Linge was er ook akkerbouw. Het gebied ten zuiden van Tiel, tussen de Waal en de Linge, staat bekend als "Pijpekasten" en doet dienst als afwateringsgebied.
Tot 2009 stond ten zuiden van de buurtschap de Poldermolen Wadenoijen, aan de Molengraaf; deze watergang is verdwenen, nu is daar de kruising tussen de Betuweroute en de Betuwelijn. De molen uit 1888 is in 2009/2010 verplaatst naar natuurgebied De Steendert tussen Est en Ophemert, enkele kilometers ten zuiden van de oude locatie.
Een volksverhaaltje verbindt de naam Pijpekast met een boer die zijn tabakspijp verloor en rekent de buurt tot Meteren, een dorp aan de zuidkant van Geldermalsen.
Hoofdplaats: Geldermalsen

Steden: Asperen · Heukelum

Dorpen: Acquoy · Beesd · Buurmalsen (deels) · Deil · Enspijk · Est · Gellicum · Haaften · Heesselt · Hellouw · Herwijnen · Meteren · Neerijnen · Ophemert · Opijnen · Rhenoy · Rumpt · Spijk · Tricht · Tuil · Varik · Vuren · Waardenburg

Buurtschappen: Benedeneind · Boveneind · Diefdijk · Friezenwijk · Hattelaar · Hucht · Kerkeneind · Leuven · Mark · Pijpekast · 't Rot · Snelleveld · Vogelswerf · Zennewijnen (deels)

Gelderland: Steden en dorpen in Gelderland      Nederland: Provincies · Gemeenten